# The Sutherland Brothers

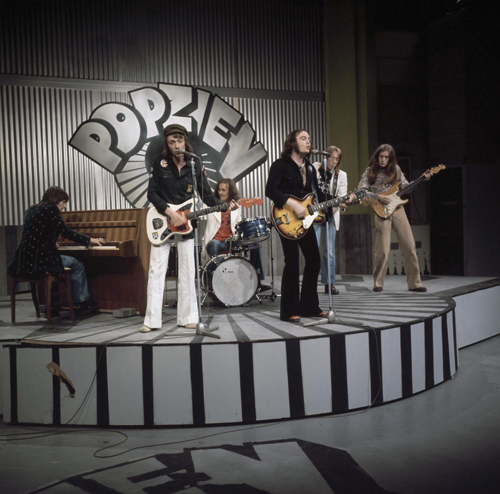
The Sutherland Brothers & Quiver im niederländischen Fernsehprogramm Popzien, 8. Juni 1973

The Sutherland Brothers war ein schottisches Folkrock-Duo, das insbesondere durch den Erfolgstitel Arms of Mary bekannt wurde.

## Biografie
Die beiden Brüder Iain Sutherland (* 17. November 1948; † 25. November 2019) und Gavin Sutherland (* 6. Oktober 1951) begannen ihre musikalische Karriere 1968 zunächst unter dem Namen A New Generation und veröffentlichten den Titel Smokey Blues Away. Das Lied platzierte sich im Juni 1968 in den UK-Charts und erreichte Rang 38. Bis 1972 erschienen weitere Singles der Brüder unter dem Namen The Sutherland Brothers Band sowie ein gleichnamiges Album.
Von 1973 bis 1977 spielten die Sutherland Brothers zusammen mit der Band Quiver, die in dieser Zeit auf allen Veröffentlichungen genannt wurde. Während die Singles (I Don’t Want to Love You But) You Got Me Anyway, 1973 auf Platz 48 in den USA, und Secrets, 1976 auf Platz 35 in England, nur mittlere Erfolge waren, entwickelte sich das Lied Arms of Mary 1976 zum größten Hit der Sutherlands. Im Vereinigten Königreich kletterte die Single bis auf Platz 5, in Deutschland war sie auf Platz 17 der einzige Charterfolg.
Zwischen 1977 und 1981 erschienen noch einige Singles und Alben ohne Quiver. Davon konnte sich lediglich das Lied Easy Come Easy Go in den UK-Charts platzieren und erreichte Position 50.
Bereits 1972 hatte Gavin Sutherland das Lied Sailing geschrieben, das 1975 in einer Fassung von Rod Stewart ein Welthit wurde. Auf einigen Reissues des Albums Lifeboat war das Lied bereits 1973 in einer eigenen Version der Sutherland Brothers zu hören.

## Trivia
- Quiver-Keyboarder Peter Wood(s) arbeitete später u. a. mit Cyndi Lauper und wirkte an der Bühnentour von Pink Floyds The Wall in den Jahren 1980 und 1981 mit. 1993 kam er in New York unter ungeklärten Umständen ums Leben.
- Quiver-Schlagzeuger John „Willie“ Wilson begleitete ebenfalls Pink Floyd auf Tourneen und spielte auf dem ersten Soloalbum von David Gilmour.
- Quiver-Gitarrist Tim Renwick spielte u. a. mit Al Stewart und Pink Floyd.
- Quiver-Bassist Bruce Thomas spielte in der Begleitband The Attractions von Elvis Costello.

## Diskografie

### Alben
| Jahr | Titel             | Höchstplatzierung, Gesamtwochen, AuszeichnungChartplatzierungen (Jahr, Titel, Platzierungen, Wochen, Auszeichnungen, Anmerkungen) | Höchstplatzierung, Gesamtwochen, AuszeichnungChartplatzierungen (Jahr, Titel, Platzierungen, Wochen, Auszeichnungen, Anmerkungen) | Höchstplatzierung, Gesamtwochen, AuszeichnungChartplatzierungen (Jahr, Titel, Platzierungen, Wochen, Auszeichnungen, Anmerkungen) | Anmerkungen |
| Jahr | Titel             | DE | UK | US | Anmerkungen |
| ---- | ----------------- | --- | --- | --- | ----------- |
| 1973 | Lifeboat          | — | — | US77 (17 Wo.)US |             |
| 1974 | Dream Kid         | — | — | US193 (3 Wo.)US | mit Quiver  |
| 1976 | Reach for the Sky | — | UK26 Silber · (8 Wo.)UK | US195 (2 Wo.)US | mit Quiver  |
| 1976 | Slipstream        | — | UK49 Silber · (3 Wo.)UK | — | mit Quiver  |

Weitere Alben
- 1972: The Sutherland Brothers Band (The Sutherland Brothers Band)
- 1974: Beat of the Street (mit Quiver)
- 1977: Down to Earth
- 1979: When the Night Comes Down

### Kompilationen
- 1976: Sailing (mit Quiver)
- 2002:  The Very Best of the Sutherland Brothers & Quiver (mit Quiver)

### Singles
| Jahr | Titel Album                                               | Höchstplatzierung, Gesamtwochen, AuszeichnungChartplatzierungen (Jahr, Titel, Album, Platzierungen, Wochen, Auszeichnungen, Anmerkungen) | Höchstplatzierung, Gesamtwochen, AuszeichnungChartplatzierungen (Jahr, Titel, Album, Platzierungen, Wochen, Auszeichnungen, Anmerkungen) | Höchstplatzierung, Gesamtwochen, AuszeichnungChartplatzierungen (Jahr, Titel, Album, Platzierungen, Wochen, Auszeichnungen, Anmerkungen) | Anmerkungen          |
| Jahr | Titel Album                                               | DE | UK | US | Anmerkungen          |
| ---- | --------------------------------------------------------- | --- | --- | --- | -------------------- |
| 1968 | Smokey Blues Away –                                       | — | UK38 (5 Wo.)UK | — | als A New Generation |
| 1973 | (I Don’t Want to Love You But) You Got Me Anyway Lifeboat | — | — | US48 (12 Wo.)US | mit Quiver           |
| 1976 | Arms of Mary Reach for the Sky                            | DE17 (21 Wo.)DE | UK5 (12 Wo.)UK | US81 (5 Wo.)US | mit Quiver           |
| 1976 | Secrets Slipstream                                        | — | UK35 (4 Wo.)UK | — | mit Quiver           |
| 1979 | Easy Come Easy Go When the Night Comes Down               | — | UK50 (4 Wo.)UK | — |                      |

Weitere Singles
- 1971: What Are Your Smiles At (The Sutherland Brothers Band)
- 1972: The Pie (The Sutherland Brothers Band)
- 1972: Sailing (The Sutherland Brothers Band)
- 1972: Lady Like You
- 1974: Dream Kid (mit Quiver)
- 1974: Saviour in the Rain (mit Quiver)
- 1974: World in Action (mit Quiver)
- 1975: Ain’t Too Proud (mit Quiver)
- 1976: When the Train Comes (mit Quiver)
- 1977: If I Could Have Your Loving (mit Quiver)
- 1977: Ice in the Fire (mit Quiver)
- 1977: Every Tear I Cry (mit Quiver)
- 1977: Dark Ship
- 1978: One More Night with You
- 1978: Somebody’s Fool
- 1979: As Long as I’ve Got You
- 1979: First Love
- 1981: When Will I Be Loved